# Miyaandi
Miyaandi ist eine kleine Insel von Somalia. Sie gehört politisch zu Jubaland und geographisch zu den Bajuni-Inseln, einer Kette von Koralleninseln (Barriereinseln), welche sich von Kismaayo im Norden über 100 Kilometer bis zum Raas Kaambooni nahe der kenianischen Grenze erstreckt.

## Geographie
Die Insel liegt in einem Bereich, welcher eher durch verschiedene Kaps (Ras) gegliedert ist (Raas Goome Lahekuwa – N; Raas Ooddo – S). Sie liegt im Küstennahen Riffsaum und ist die Verlängerung der Kiiwa-Jafaagfaali-Inseln.
Im Süden ist Umfaali die nächste Inselgruppe.

## Klima
Das Klima ist tropisch feucht-heißes Monsunklima.